# Privy Council van het Verenigd Koninkrijk

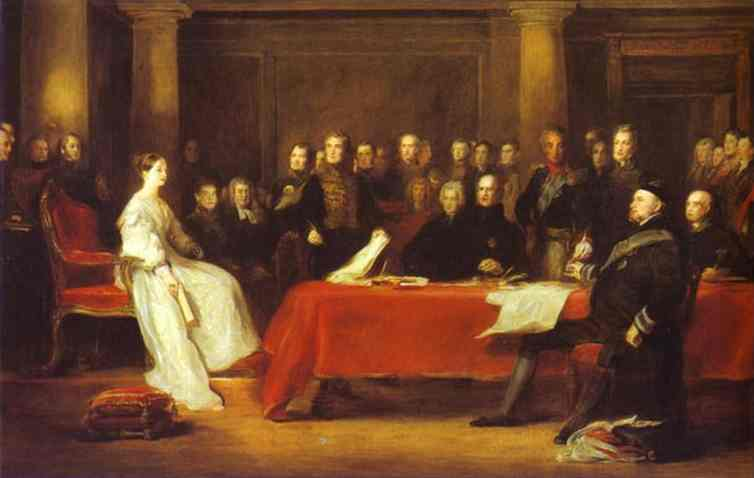
Koningin Victoria woont de vergadering van de Privy Council bij. (David Wilkie, 1838)

De Privy Council van het Verenigd Koninkrijk is een formeel adviesorgaan van de Britse regerend vorst. De leden, de Privy Counselors, zijn voornamelijk hoge politici, doorgaans leden of voormalige leden van het Lagerhuis of het Hogerhuis. De Privy Council speelt een rol in wetgeving, bestuur en rechtspraak.
Wanneer de vorst handelt op formeel advies van de Privy Council, wordt dit omschreven als King-in-Council of Queen-in-Council (afhankelijk van het geslacht van de zittende monarch), en worden de afgekondigde maatregelen Orders in Council genoemd. Hieronder valt de bekrachtiging van wetten die door het parlement zijn goedgekeurd. Daarnaast heeft de Privy Council de bevoegdheid om zelfstandig - zonder toestemming van de vorst - Orders of Council uit te vaardigen. Dit zijn besluiten en maatregelen met betrekking tot het bestuur van openbare instellingen. Alle door de Privy Council uit te vaardigen orders zijn opgesteld door een ministerie, en goedgekeurd door de verantwoordelijke minister.

## Geschiedenis
In de middeleeuwen werden de Engelse en Schotse kroon geadviseerd door een college van notabelen, geestelijken en hoge ambtenaren. Dit college adviseerde de vorst over wetgeving, bestuur en justitie. Later namen de rechtbanken een groot deel van de rechtsprekende taken over, terwijl het parlement de hoogste wetgevende macht werd. Desalniettemin behield dit college, dat de naam Privy Council had gekregen, de bevoegdheid om juridische geschillen te behandelen. Ook beschikte het over wetgevende bevoegdheden: wetten die door de vorst waren opgesteld op advies van de Privy Council, en niet op advies van het parlement, werden als geldig aanvaard. In de loop van de Britse geschiedenis kwam de uitvoerende macht in handen van een klein comité uit de Privy Council, dat steeds onafhankelijker van de vorst ging functioneren. Dit uitvoerende comité ontwikkelde zich tot het kabinet, dat de meeste bevoegdheden van de Privy Council heeft overgenomen.

## Taken en bevoegdheden
De Privy Council adviseert de regerend vorst van het Verenigd Koninkrijk over de uitoefening van het Royal Prerogative (koninklijk voorrecht): de politieke en juridische bevoegdheden en privileges die formeel gezien nog berusten bij de vorst. Wanneer de vorst op formeel advies van de Privy Council uitvoerende maatregelen afkondigt, wordt dit omschreven als King-in-Council/Queen-in-Council. Deze uitgevaardigde maatregelen (Orders in Council) zijn formaliteiten die bij wet vereist zijn. Hieronder valt de bekrachtiging van wetten die door het parlement zijn goedgekeurd. De positie van King-in-Council/Queen-in-Council is enigszins vergelijkbaar met die van 'de Kroon' in het Nederlandse staatsrechtelijke systeem.

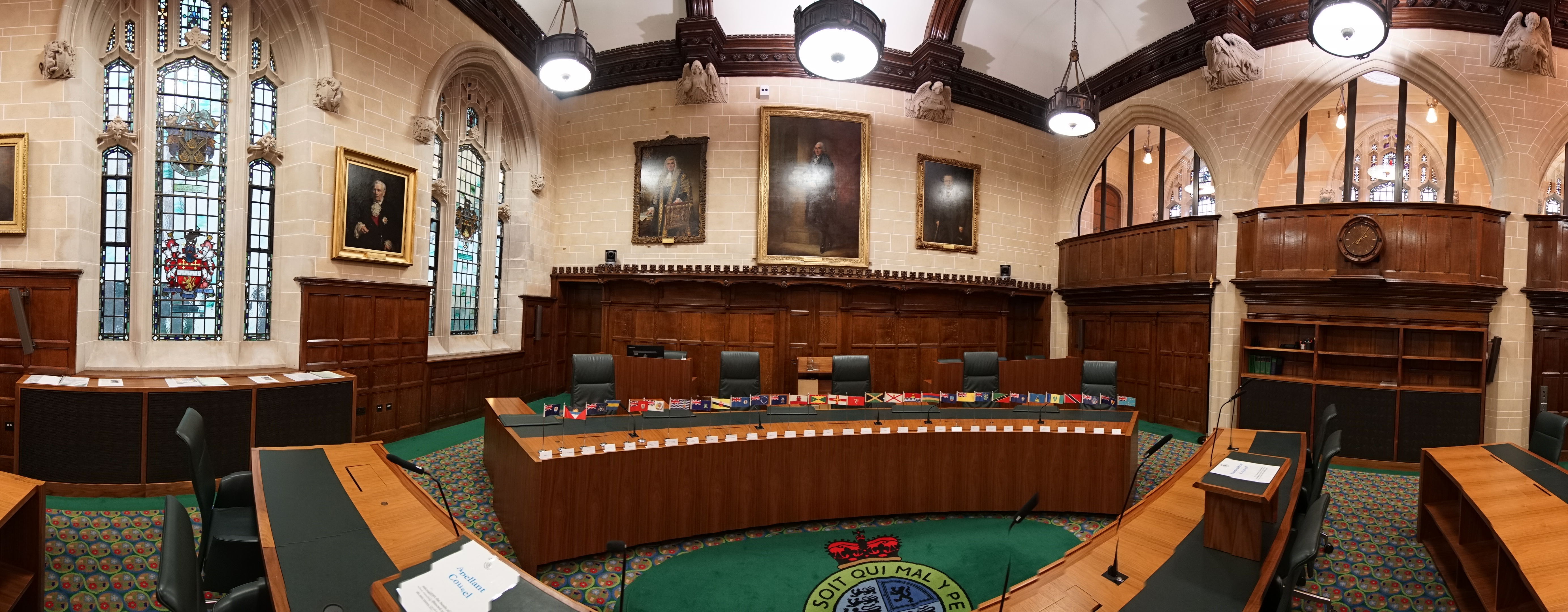
Zittingszaal van de Judicial Committee van de Privy Council

De Privy Council heeft ook de gedelegeerde bevoegdheid om zelfstandig (d.w.z. zonder dat de vorst daarvoor toestemming geeft) Orders of Council uit te vaardigen. Dit zijn besluiten en maatregelen met betrekking tot het bestuur van openbare instellingen. De Privy Council adviseert verder de vorst over de uitgifte van Royal Charters, beschikkingen die aan instellingen en organisaties een speciale status toekennen of lokale overheden de status van stad of borough geven. In het Britse stelsel van parlementaire democratie en constitutionele monarchie wordt elke door de Privy Council uit te vaardigen order opgesteld door een ministerie en goedgekeurd door de verantwoordelijke minister.
Ook bepaalde gerechtelijke taken worden uitgevoerd als King-in-Council/Queen-in-Council; het feitelijke juridische proces is de verantwoordelijkheid van het Judicial Committee (Gerechtelijk Comité). De Judicial Committee bestaat uit een aantal hooggeplaatste rechters die lid zijn van de Privy Council. Dit zijn overwegend rechters van het Hooggerechtshof van het Verenigd Koninkrijk en hooggeplaatste rechters uit het Gemenebest. De Privy Council was vroeger het High Court of Appeal (hof van beroep) voor het hele Britse Empire (behalve voor het Verenigd Koninkrijk zelf), en beslist nog altijd over beroepszaken uit Brits Kroonbezit, de Britse overzeese gebieden en enkele onafhankelijke Gemenebest-staten.
De Privy Council speelt ook een rol bij de voorbereiding van de kroning van een nieuwe vorst. De Privy Council stelt een kroningscommissie in, die weer een uitvoerend comité benoemt. De daadwerkelijke verantwoordelijkheid voor de organisatie ligt bij de Earl Marshal, een functie die traditioneel bekleed wordt door de hertog van Norfolk, als voorzitter van het uitvoerend comité.

## Lidmaatschap
De regerend vorst kan iedereen tot Privy Counselor benoemen maar in de praktijk worden alle benoemingen gedaan op advies van de regering. De meeste leden zijn vooraanstaande politici, waaronder ministers, leidende figuren uit andere grote partijen, hooggeplaatste leden van de regionale regeringen van Wales, Schotland en Noord-Ierland en hoge politici uit Gemenebestlanden. Daarnaast zijn een aantal leden van de koninklijke familie lid van de Privy Council, alsmede rechters uit het Verenigd Koninkrijk en Gemenebest-landen, een paar geestelijken en een klein aantal hoge ambtenaren. Er is geen wettelijke limiet aan het aantal leden; in 2020 waren er 670 leden.

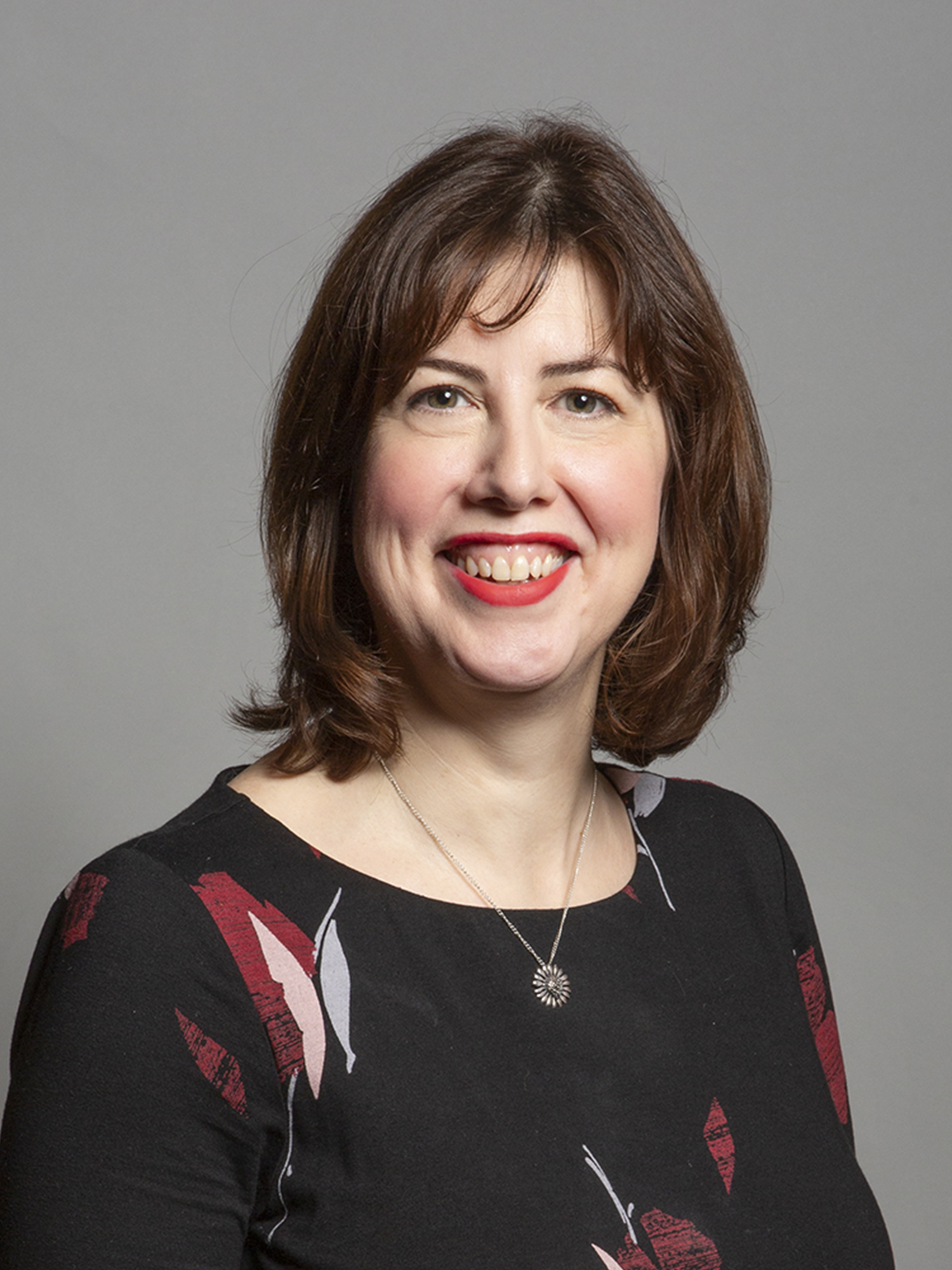
Lucy Powell, Lord President of the Council sinds 5 juli 2024

De belangrijkste functionaris is de Lord President of the Council, een lid van de regering en normaal gesproken ofwel de Leader of the House of Lords of de Leader of the House of Commons. De Lord President of the Council is een van de Great Officers of State. Sinds 5 juli 2024 is Lucy Powell Lord President. Een andere belangrijke functionaris is de clerk (griffier), die alle door de Council uitgevaardigde orders ondertekent.
Privy Counselors hebben een eed afgelegd om zaken die tijdens vergaderingen worden besproken geheim te houden. Dit maakt het voor de regering mogelijk om “op Privy Council-voorwaarden” vertrouwelijke informatie te delen met leiders van oppositiepartijen die benoemd zijn tot Privy Counselor. Dit gebeurt meestal alleen in bijzondere omstandigheden, zoals bij zaken betreffende de nationale veiligheid.
Het lidmaatschap wordt voor het leven verleend. De vorst kan een persoon uit de Privy Council verwijderen. Dit gebeurde voor het laatst in 2011 toen voormalig parlementslid Elliot Morley uit de Privy Council werd gezet na een veroordeling wegens fraude. Privy Councellors kunnen ervoor kiezen om af te treden en doen dit soms om te voorkomen dat ze uit hun functie worden gezet.
Vroeger leidde de dood van een vorst tot de ontbinding van de Privy Council. Sinds 1901 leidt een troonsopvolging niet meer automatisch tot het vervallen van alle kroonbenoemingen gedaan onder de vorige vorst.

## Vergaderingen
Vergaderingen van de Privy Council worden normaal gesproken eenmaal per maand gehouden, en vinden plaats daar waar de vorst op dat moment verblijft. De kabinetsminister met de portefeuille Lord President of the Council is altijd voorzitter. Er zijn maar weinig Privy Counselors die regelmatig aanwezig moeten zijn. De praktijk is dat de reguliere vergaderingen worden bijgewoond door vier Privy Counselors, waaronder meestal de ministers inhoudelijk verantwoordelijk voor de zaken die worden behandeld. Het quorum is drie, maar kan in sommige gevallen ook twee zijn.
De vorst woont de vergadering bij, hoewel zijn of haar plaats kan worden ingenomen door twee of meer staatsraden (counsellors of state). De staatsraden zijn naaste familieleden van de regerend vorst. Gewoonlijk blijft de vorst staan tijdens vergaderingen van de Privy Council. Geen van de andere leden kan dan gaan zitten en de vergaderingen worden zo kort gehouden. De voorzitter (de Lord President) leest een lijst van uit te voeren Orders voor, en de vorst zegt alleen maar "Goedgekeurd".
Er zijn slechts twee gelegenheden waarbij alle leden van de Privy Council bijeen worden geroepen: wanneer de regerend vorst zijn of haar voorgenomen huwelijk aankondigt (dit gebeurde voor het laatst door koningin Victoria op 23 november 1839), of wanneer er sprake is van het overlijden of de troonsafstand van de vorst. In het geval van een troonswisseling wordt er een Accession Council gehouden, waaraan onder andere ook de Great Officers of State, de Lord Mayor (burgemeester) van Londen en de High Commissioners (ambassadeurs) van de Gemenebestlanden deelnemen.

## Externe bronnen
- Website Privy Council
- The role and powers of the Privy Council. House of Commons Library Briefing Paper. 2016.